# Ludvig Öhman
Ludvig Öhman est un footballeur suédois né le 9 octobre 1991 à Umeå. Il évolue au poste de défenseur central au Umeå FC .

## Biographie
Ludvig Öhman joue en Suède et au Japon.
Il dispute quatre matchs en Ligue Europa avec le club du Kalmar FF.